# Хевсури
Хевсури (груз. ხევსურები) су етнографска група Грузина, староседеоци планинске области Хевсуретија на јужним обронцима Великог Кавказа. У совјетско време успели су да задрже ноге особине свог традиционалног начина живота — националну ношњу, оружје, обичаје, тип становања и др. Почев од 1950-их година, Хевсуре су насилно пресељавали у низијске пределе, услед чега су многа планинска села опустела.

## Порекло
Постоји хипотеза да су Хевсури потомци витезова-крсташа који су се населили у ове крајеве и прихватили временом обичаје Грузијаца. Ово је хипотеза руског деветнаестовековног етнолога Арнолда Зисермана. Заиста, постоји мноштво доказа о везама крсташа са становништвом Грузије — елементи материјалне и социјалне културе и религијски обичаји наликује средњовековној култури западне Европе. Све до двадесетог века мушкарци Хевсури носили су праве тешке мачеве. Одећа и заставе биле су им украшени елементима крста. Сматрали су се сталним члановима свете армије грузијских царева.

## Галерија
- Хевсури у традиционалној ношњи са оружјем, 1910. год.
- Хевсурка у традиционалној ношњи, 1881. год.
- Утврђено село Шатили
- Хевсури из села Шатили